# Yugo

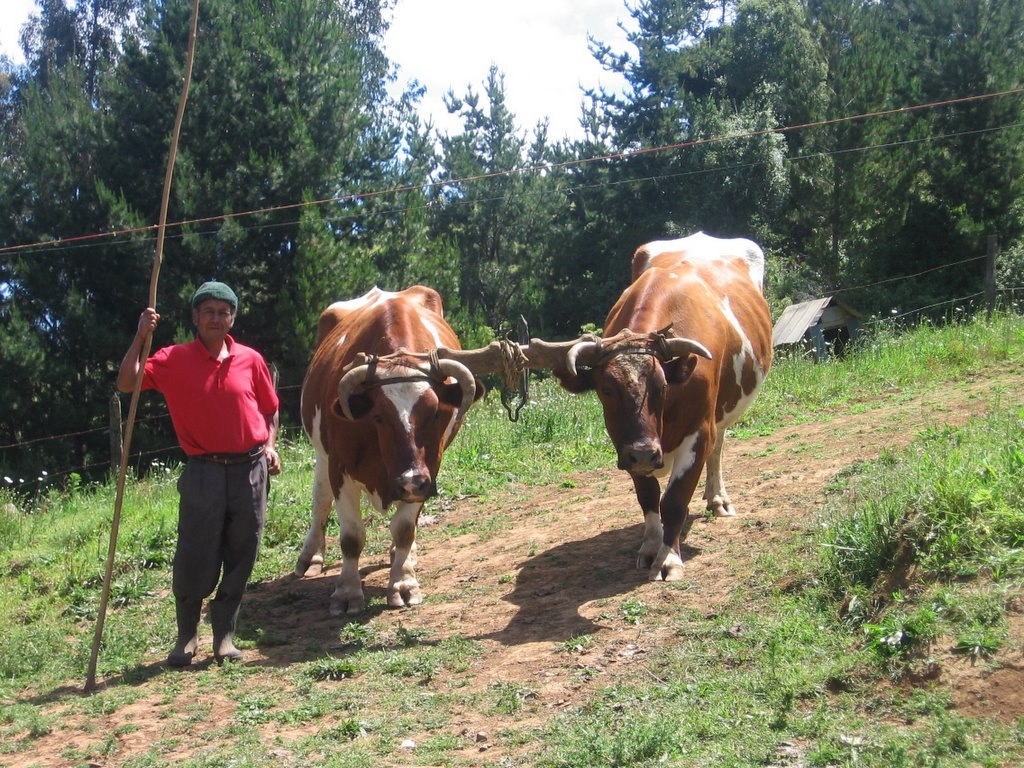
Yunta de bueyes unidos mediante un yugo cornal en Carahue, Chile.

Yugo es un artefacto de madera al cual, formando yunta, se unen las mulas o los bueyes uncidos, y en el que va sujeta la lanza o pértiga del carro, el timón del arado u otros instrumentos de tracción animal.
A dos bueyes que trabajan aunados, unidos por un yugo, se denomina yunta. La expresión deriva de esta última palabra y también se aplica por extensión a otros animales que trabajan unidos o a un par de personas que hacen lo mismo.
El término proviene del latín iugum, el cual a su vez deriva de una raíz indoeuropea que aparece en el sánscrito como yug, "unión".

## El yugo cornal
Es el yugo utilizado para bueyes. Consta de una parte central recta llamada sobeo o centro, provisto de prominencias llamadas mesas para las correas; las partes curvas a los dos lados: gamellas o camellas. Según el empleo distinguimos dos variantes de yugo cornal : a) para carros y cargas pesadas un yugo largo ; y b) para arados un yugo más corto. Se distinguen uno del otro en el largo y en la forma de la parte central. El tipo a muestra en la cara inferior del centro una cavadura llamada mesilla  para la lanza del carro. El largo total del yugo es de 1,67 m, el largo del centro de 86 cm; la altura del yugo mide en la parte correspondiente a la mesilla 12 cm, a los lados 6 cm. En el tipo b el centro es más corto, de 38 cm, el largo total tan solo de 1,22 m.
El arado y el yugo se unen por medio del cielo de un aro, el barzón, que se asegura en un tarugo de madera sobresaliente por el lado interior de la lanza del arado. El barzón consta de una rama fuerte o de un trozo flexible de madera arqueado en forma de huevo; sus extremos van unidos por una clavija de hierro o madera. También suele usarse un trozo de madera arqueado regularmente en forma de herradura, en cuya mitad inferior va un trozo de madera llamado uña. Dos clavos unen la uña además con el arco. Una correa que da varias vueltas alrededor une el barzón con el yugo. El agujero en el centro del yugo por el que pasa la correa es un orificio rectangular. La correa por medio de la cual el yugo se ata a los cuernos de los bueyes se llama coyunda y tiene 4-6 m de largo. En uno de sus extremos hay una lazada que se pasa por el extremo del yugo. Mirando de frente se empieza a atar o enganchar por el cuerno izquierdo, o sea interior, de la vaca del lado derecho. A la correa se da una primera vuelta por debajo alrededor del cuerno izquierdo, después pasa por la frente, da una vuelta por el cuerno derecho (exterior), y vuelve después a ser atada a la mesa exterior del yugo, alrededor del cuerno derecho, por la frente del cuerno izquierdo y la gamella interior, pasa otra vez por sobre la frente hacia fuera, da vuelta alrededor de la mesa exterior y finalmente se anuda. Se usan las melenas como protección contra el sol y las moscas; trátase de una ancha tira de cuero, sin forro ni pelos, con cordones de cuero o de tela. La melena se pone debajo del yugo o se sujeta a este; los cordones cuelgan hasta sobre los ojos de los animales. Los bueyes se conducen por medio de gritos y con la picana o ijada, una vara de cerca de 1,50-2,00 m de largo, que tiene en el extremo una punta de hierro o ijón, para llamar y pinchar.

## El yugo de collera para caballerías

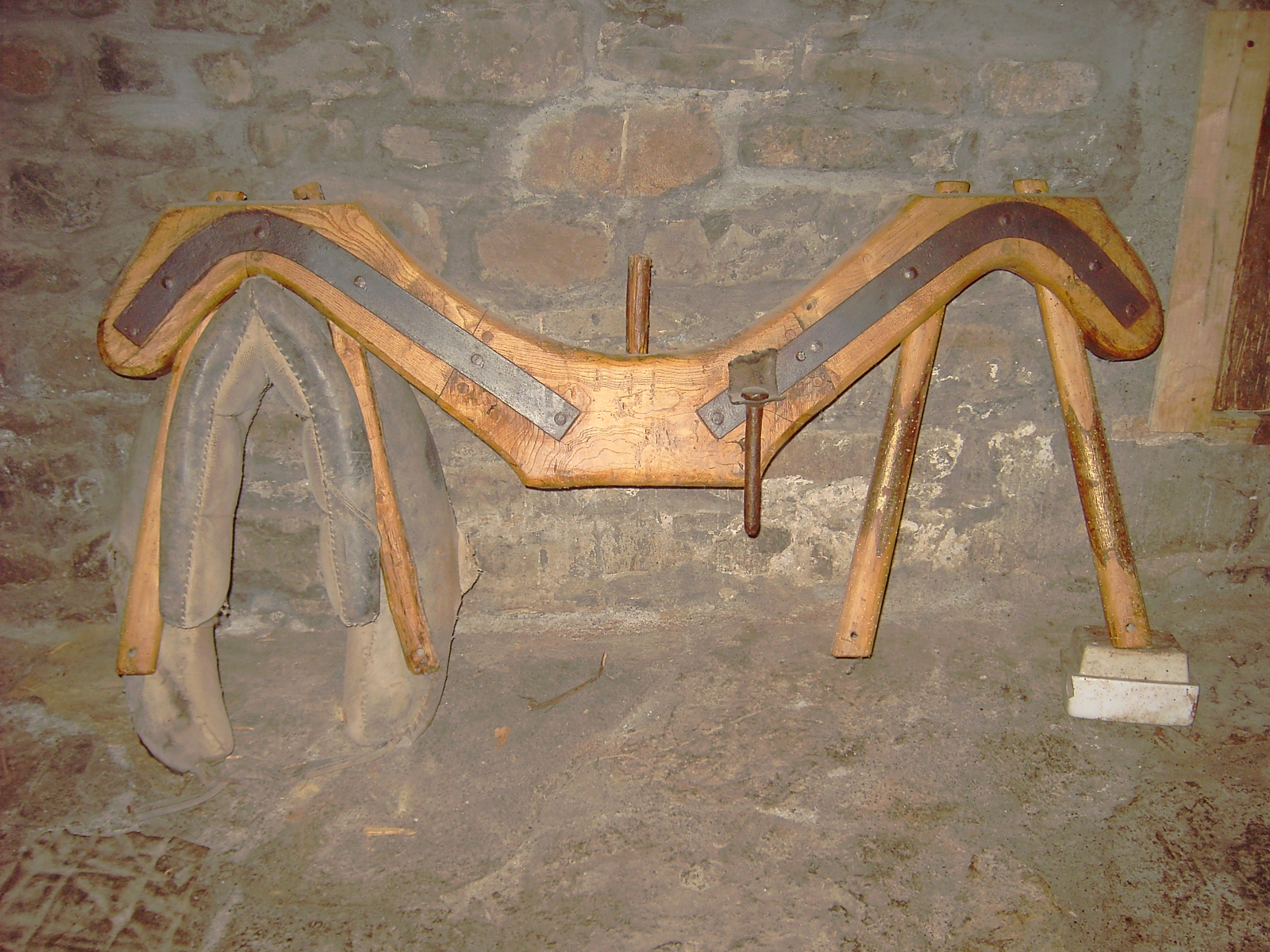
Yugo con la collera puesta.

Llamado también yugo arisco, aparece en forma curvada o recta, aquella forma con mayor frecuencia que la recta. El yugo de collera, lo mismo que el cornal, está hecho de una vara de una sola pieza. Tiene un largo de 1,30 m, sección transversal, de 10:10 cm; las muescas para el pescuezo de los animales tienen 12 cm de ancho. A ambos lados de estas muescas se hallan las estacas, encajadas en agujeros correspondientes; tienen 43 cm de largo debajo del yugo y sobresalen un poco por la parte superior. En el centro del yugo hay una perforación rectangular, por la que se pasa repetidas veces la correa que asegura el barzón en la lanza del trillo, del arado o de otros aperos. El yugo de collera para dos animales se usa fundamentalmente para tales aperos, muy raras veces para los carros. Se le pone al animal sobre la collera, rellena de paja o lana, en el cerviz, sin nada más para sujetarlo. Los dos extremos de la collera se atan por debajo del pescuezo con una cuerda. 
En oposición al yugo para bueyes, por medio del cual siempre se unce una yunta, se emplean para caballerías también yugos para un solo animal. El labrador los usa cuando debe atar una caballería al volquete y el arriero o comerciante ambulante para su carrito. A un tapacuello, ancha tira de cuero, hay aseguradas con correas, a cada lado respectivamente, unas estacas de madera ligeramente curvadas, llamadas costillas; estas se sujetan por la parte superior por medio de una traviesa de madera o de una barra de hierro y debajo del pescuezo se atan con una cuerda o una correa. Cerca del centro de cada costilla se encuentra una correa con lazada llamada francalete, por medio de las cuales se establece la unión entre el yugo y el carro. Este yugo se usa siempre con la collera descrita más arriba o con un cojinete semejante llamado cuerpo o entremanta.

## Heráldica

Insignia personal de Fernando II.

En heráldica, el yugo fue el emblema de Fernando II de Aragón y V de Castilla, presentado a menudo junto con unas flechas que representaban a su esposa Isabel I de Castilla. Yugo comienza por la letra "Y" como se escribía el principio de "Ysabel" antiguamente y la palabra flechas comienza por la letra "F" como al principio de "Fernando" ; y en el siglo XV se estableció la costumbre cortesana de usar la inicial del otro. En el siglo XX, el símbolo del yugo con flechas fue adoptado por la falange española.

## Otros usos de la palabra
- Por extensión, se aplica en sentido figurado a aquellas circunstancias o situaciones que obligan a permanecer donde no se permanecería, en caso de disponerse de la libertad para ello.
- También se aplica al paño o velo que, en ciertas regiones de España, se echaba sobre los hombros del novio y la cabeza de la novia durante ciertas partes de la misa nupcial llamada de velaciones, en las bodas de rito hispánico, y que aún se puede usar a petición de los contrayentes que siguen el rito común o romano.
- Igualmente aplica para el mando de los aviones que controla el timón de profundidad y que junto con los pedales ayuda  dirigir la aeronave (controla el timón de dirección y los alerones).